# 高間直道
高間 直道（たかま なおみち、1915年10月5日 - 1996年1月12日）は、日本の哲学者、評論家。

## 経歴
大阪府出身。1940年（昭和15年）早稲田大学文学部哲学科卒業、1941年（昭和16年）学徒出陣で入営。満州、北支などを転戦し、陸軍大尉。復員後、大阪商業大学助教授、1955年（昭和30年）東京医科大学教授。1986年（昭和61年）定年、名誉教授。若者向けの啓蒙書、顔診断の著作を多く執筆した。

## 著書
- 『あなたの将来を診断する』（青春出版社、青春新書） 1956
- 『顔の心得帖 鏡にうつしたあなたの顔は』（東洋書館） 1956
- 『顔の診断 ご存知ないのはあなただけ』（東洋書館） 1956
- 『哲学の基礎知識』（青春出版社） 1958
- 『顔を見て人を知る法』（竜南書房） 1959
- 『哲学用語の基礎知識』（青春出版社） 1961
- 『人間診断学 相手を知る本』（青春出版社） 1961
- 『顔の人間診断 結婚・面接・セールスのカルテ』（講談社、ミリオン・ブックス） 1962
- 『顔はあなたの診断書 新版・顔の診断』（共栄書房） 1962
- 『知恵がつく本 現代を生きる特効薬』（青春出版社、青春新書） 1963
- 『人生哲学入門 人間・思想・用語』（大和書房、銀河選書） 1967
- 『哲学入門 豊かな人間形成の源泉』（大和書房、銀河選書） 1969
- 『現代を動かす思考法 イデオロギーの原点』（青春出版社） 1972
- 『顔の人間診断学』（青友書房） 1974
- 『世界名言ノート』（国土社、日本少年文庫） 1975
- 『若き日の哲学者たち 青春の苦悩と懐疑のなかで』（大和出版、グリーン・ブックス） 1976
- 『哲学用語入門 人間らしく生きるために』（大和書房、銀河選書） 1980
- 『人を見抜く知恵』（同友館） 1982

共著
- 『人間像を求めて 医学と哲学を結ぶもの』（吉村章共編、北樹出版） 1982

## 主要論文
- 高間直道「人間学と観相学」『大阪商業大学論集』第1号、大阪商業大学商経学会、1952年4月、59-77頁、ISSN 02870959、NAID 40000301557。
- 高間直道「杉田成卿「医戒」と,その現代的意義」『東京医科大学雑誌』第23巻第1号、東京医科大学医学会、1965年3月、1-30頁、ISSN 00408905、NAID 40018118080。
- 高間直道「ニーチェの精神病と思想」『東京医科大学雑誌』第27巻第2号、東京医科大学医学会、1969年3月、281-286頁、ISSN 00408905、NAID 40018118289。
- 高間直道「これからの医学教育はどうあるべきか 人間・医学・教育(座談会)」『東京医科大学雑誌』第27巻第6号、東京医科大学医学会、1969年11月、741-763頁、ISSN 00408905、NAID 40018118317。
- 高間直道「創刊の辞 : 明日に向って歩む」『医学哲学 医学倫理』第1巻、日本医学哲学・倫理学会、1983年、1頁、doi:10.24504/itetsu.1.0_1、ISSN 0289-6427、NAID 110007151270。
- 高間直道「医療と人間--「私と患者」か「私の患者」か (医療における心とことば<特集>)」『日本医師会雑誌』第101巻第7号、日本医師会、1989年4月、p1042-1046、ISSN 00214493、NAID 40002817572。